# Droga krajowa nr 90 (Polska)
Droga krajowa nr 90 (DK90) – droga krajowa klasy G o długości ok. 12 km leżąca na obszarze województwa pomorskiego. Trasa ta łączy Kwidzyn (konkretnie drogę krajową nr 55) z trasą nr 91 w miejscowości Rakowiec.
Do 31 grudnia 2005 droga miała status drogi wojewódzkiej oznaczonej numerem 232. W dniu 1 stycznia 2006, na podstawie Rozporządzenia Ministra Infrastruktury z 6 maja 2005, droga ta została zaliczona do kategorii dróg krajowych. Trasa łączy biegnące praktycznie równolegle, po obu stronach Wisły, drogi krajowe nr 91 i 55.

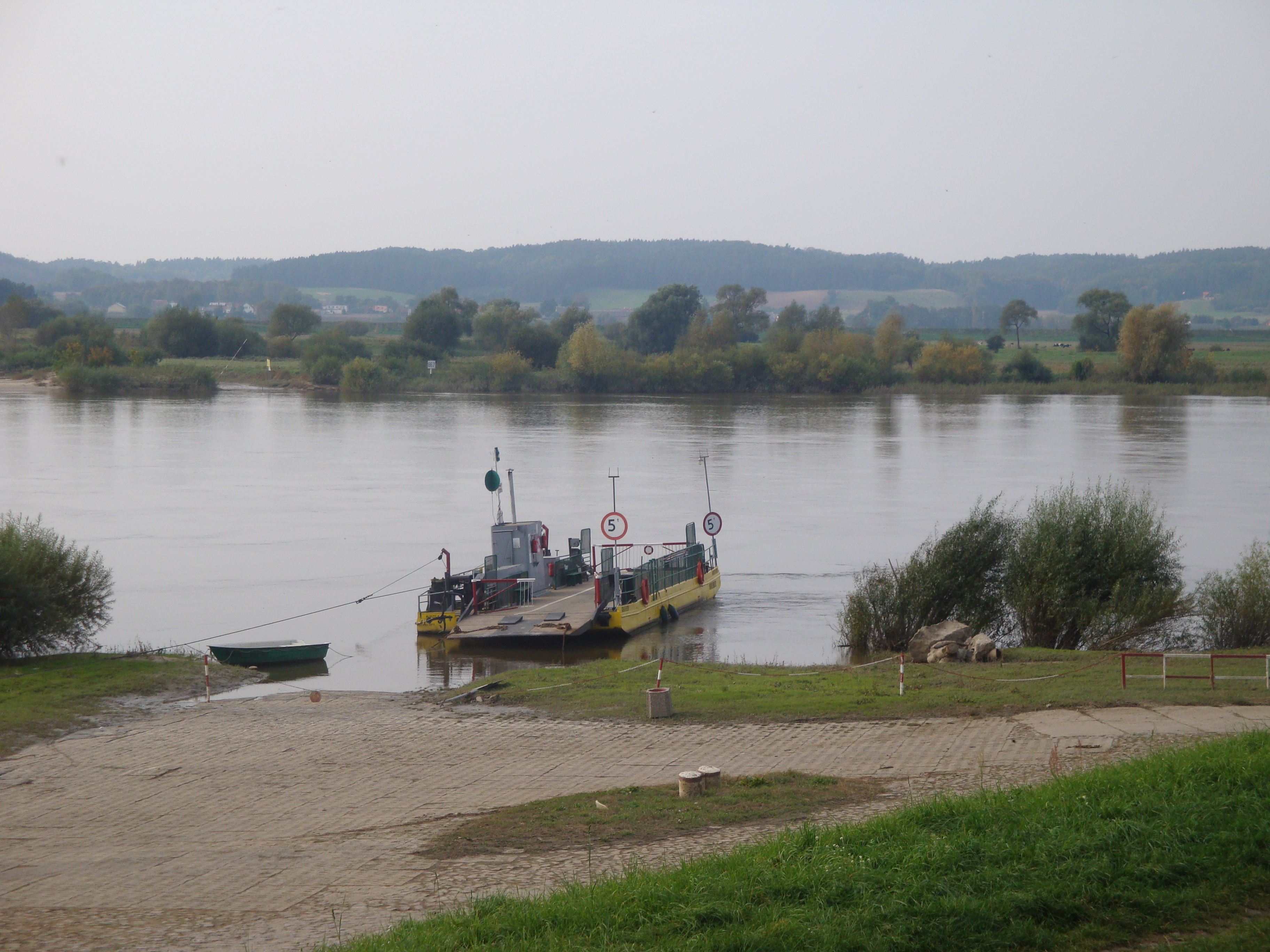
Nieistniejąca już przeprawa promowa w Korzeniewie znajdująca się na starym przebiegu trasy

W latach 2010–2013 realizowana była przebudowa drogi krajowej nr 90 wraz z budową przeprawy mostowej. W ramach przebudowy powstało około 11,9 km nowej drogi ruchu przyśpieszonego (klasy GP), w tym most przez Wisłę koło Kwidzyna, mosty na Strudze Młyńskiej i Liwie oraz kilkanaście obiektów inżynierskich takich jak przejścia dla zwierząt. Droga ma dwa pasy ruchu 2 × 3,5 m, opaski zewnętrzne 2 × 0,7 m oraz pobocza umocnione 2 × 1,25 m. Przeprawa mostowa przez Wisłę, o łącznej długość 1867,2 m, składa się z 5 konstrukcji; most wantowy nad korytem rzeki o długość 808,4 m, trzy estakady nad terenami zalewowymi o długościach 409,8 m, 479,6 m i 144,4 m oraz most przez Strugę Młyńską o długości 25 m.
3 września 2010 GDDKiA oddział w Gdańsku podpisał z konsorcjum Budimex SA oraz Ferrovial Agroman umowę na budowę mostu przez Wisłę koło Kwidzyna wraz z dojazdami w ciągu drogi krajowej nr 90. Kontrakt ma wartość 250,8 mln PLN netto. W ramach kontraktu powstały:
- most przez Wisłę o długości 808 m
- estakady dojazdowe o łącznej długości 1028,4 m[5]
- most przez Strugę Młyńską o długości 25 m
- most przez Liwę 51,6 m

26 lipca 2013 nastąpiło oficjalne otwarcie mostu przez Wisłę. Przy okazji budowy mostu, wybudowano także nowy przebieg drogi omijający centrum Kwidzyna oraz wsie Opalenie, Korzeniewo i Mareza.
W latach 1986–2000 numer 90 przypisany był do drogi Sosnowiec – Dąbrowa Górnicza. Od 2000 roku trasa ta leży w ciągu drogi krajowej nr 94.

## Dopuszczalny nacisk na oś
Na całej długości drogi dozwolony jest ruch pojazdów o nacisku na pojedynczą oś napędową do 11,5 tony.

## Miejscowości leżące przy trasie 90
- Jeleń (droga krajowa nr 91)
- Korzeniewo
- Kwidzyn (droga krajowa nr 55)